# Lev Goloub
Ne doit pas être confondu avec Lev Goloubev.
Pour les articles homonymes, voir Goloub.
Lev Volodymyrovytch Goloub (en ukrainien : Лев Володимирович Голуб) est un réalisateur soviétique.

## Biographie
Après des études dans sa ville de naissance, il part étudier à l'Institut national de la cinématographie.
Il a commencé comme scénariste pour le Studio d'Odessa (1934-1937), le Studio Dovjenko de 1937 à 1938, Mosfilm en 1941. En 1959 il devint directeur artistique du studio de formation des acteurs de cinéma de l'Institut de théâtre et d'art biélorusse.

## Filmographie partielle
- 1929 : Anneaux porte bonheur, "Couteaux", (Счастливые кольца («Ножи»))
- 1930 : Chanson sur la première fille, « Pervaya devouchka », (Песнь о первой девушке («Первая девушка»))
- 1936 — Polovodie (Половодье)
- 1954 - Enfants d'un partisan (Дети партизана)
- 1956 - Mykolka la locomotive, "Le début du voyage", (Миколка-паровоз («Начало пути»)
- 1959 - La petite fille cherche son père  (Девочка ищет отца)
- 1962 - Rue du fils cadet (Улица младшего сына)
- 1965 - Puszczyk se rend à Prague  (Пущик едет в Прагу, URSS, Tchécoslovaquie)
- 1967 — La route de Pansy (Анютина дорога)
- 1971 — Polonaise d'Oguinsky (Полонез Огинского)
- 1975 - Petit sergent (Маленький сержант) (URSS, Tchécoslovaquie)